# Калайдинцевский сельский совет (Лубенский район)
Калайдинцевский сельский совет (укр. Калайдинцівська сільська рада) — входит в состав
Лубенского района
Полтавской области
Украины.
Административный центр сельского совета находится в 
с. Калайдинцы.

## Населённые пункты совета
- с. Калайдинцы
- с. Клепачи
- с. Лушники
- с. Халепцы
- с. Хитцы